# Jelenie, Tỉnh West Pomeranian
Jelenie [jɛˈlɛɲɛ] là một ngôi làng thuộc khu hành chính của Gmina Człopa, thuộc hạt Wałcz, Tây Pomeranian Voivodeship, ở phía tây bắc Ba Lan. Nó nằm khoảng 13 kilômét (8 mi) phía tây bắc Człopa, 35 km (22 mi) về phía tây của Wałcz và 98 km (61 mi) về phía đông của thủ đô khu vực Szczecin.
Trước năm 1945, khu vực này là một phần của Đức. Đối với lịch sử của khu vực, xem Lịch sử của Pomerania.
Làng có dân số 64 người.